# Juan Pablo Álvarez
Juan Pablo Álvarez, también conocido como Yaya, (Tandil, 10 de febrero de 1996) es un futbolista profesional nacido en Argentina. Se desempeña como mediocampista y su equipo actual es el C. A. Banfield de la Primera División de Argentina.

## Trayectoria
Álvarez comenzó su carrera con Banfield, donde tuvo dos pasos en las juveniles del club.
Apareció para el primer equipo por primera vez en el banquillo en mayo de 2017 para un partido de la Primera División Argentina contra el Atlético Tucumán, antes de debutar en el primer equipo el 1 de septiembre en la ronda de 32 de la Copa Argentina frente al Atlético de Rafaela. Su debut en la liga se produjo una semana después contra River Plate, jugó los últimos diecisiete minutos en una derrota por 3-1. El 3 de octubre, Juan marcó el primer gol de su carrera en la derrota ante Arsenal de Sarandí.
Desde julio de 2023, regreso a Banfield luego de estar cedido en C. A. Colón (SF).

## Clubes
| Club           | País      | Año         |
| -------------- | --------- | ----------- |
| Banfield       | Argentina | 2016 – Act. |
| Colón (cedido) | Argentina | 2022 - 2023 |

## Estadísticas
- Actualizado hasta el 3 de diciembre de 2023.

| Club | Div.                | Temporada           | Liga  | Liga  | Liga   | Copas (1) | Copas (1) | Copas (1) | Internacional (2) | Internacional (2) | Internacional (2) | Total (3) | Total (3) | Total (3) |
| Club | Div.                | Temporada           | Part. | Goles | Asist. | Part.     | Goles     | Asist.    | Part.             | Goles             | Asist.            | Part.     | Goles     | Asist.    |
| --- | ------------------- | ------------------- | ----- | ----- | ------ | --------- | --------- | --------- | ----------------- | ----------------- | ----------------- | --------- | --------- | --------- |
| Banfield Argentina | 1.ª                 | 2017/18             | 24    | 1     | 0      | 2         | 0         | 0         | 3                 | 0                 | 0                 | 29        | 1         | 0         |
| Banfield Argentina | 1.ª                 | 2018/19             | 19    | 2     | 2      | 3         | 0         | 0         | 4                 | 0                 | 0                 | 26        | 2         | 2         |
| Banfield Argentina | 1.ª                 | 2019/20             | 11    | 0     | 0      | 1         | 0         | 0         | -                 | -                 | -                 | 12        | 0         | 0         |
| Banfield Argentina | 1.ª                 | 2020-21             | -     | -     | -      | 13        | 3         | 1         | -                 | -                 | -                 | 13        | 3         | 1         |
| Banfield Argentina | 1.ª                 | 2021                | 25    | 0     | 1      | 14        | 3         | 1         | -                 | -                 | -                 | 39        | 3         | 2         |
| Banfield Argentina | 1.ª                 | 2022                | 0     | 0     | 0      | 14        | 2         | 1         | 5                 | 0                 | 0                 | 19        | 2         | 1         |
| Banfield Argentina | 1.ª                 | 2023                | 0     | 0     | 0      | 13        | 1         | 1         | -                 | -                 | -                 | 13        | 1         | 1         |
| Banfield Argentina | Total club          | Total club          | 79    | 3     | 3      | 60        | 9         | 4         | 12                | 0                 | 0                 | 151       | 12        | 7         |
| Colón Argentina | 1.ª                 | 2022                | 21    | 0     | 0      | 1         | 0         | 0         | 2                 | 0                 | 0                 | 24        | 0         | 0         |
| Colón Argentina | 1.ª                 | 2023                | 19    | 1     | 1      | 1         | 0         | 0         | -                 | -                 | -                 | 20        | 1         | 1         |
| Colón Argentina | Total club          | Total club          | 40    | 1     | 1      | 2         | 0         | 0         | 2                 | 0                 | 0                 | 44        | 1         | 1         |
| Total en su carrera | Total en su carrera | Total en su carrera | 119   | 4     | 4      | 62        | 9         | 4         | 14                | 0                 | 0                 | 195       | 13        | 8         |
| (1) Incluye datos de la Copa Argentina, Copa de la Superliga Argentina y Copa de la Liga Profesional. (2) Incluye datos de Copa Libertadores y Copa Sudamericana. |                     |                     |       |       |        |           |           |           |                   |                   |                   |           |           |           |